# مغالطة بيئية
المغالطة البيئية (أو مغالطة الاستدلال البيئي) هي مغالطة رسمية في تفسير البيانات الإحصائية والتي تحصل عندما يتم استنتاج الاستدلالات حول طبيعة الأفراد من خلال الاستدلالات حول المجموعة التي ينتمي إليها هؤلاء الأفراد. تشير المغالطة البيئية في بعض الأحيان إلى مغالطة التفكيك وهي ليست قضية إحصائية. تتمثل المغالطات البيئية الإحصائية الأربعة الشائعة في: الخلط بين الارتباطات البيئية والارتباطات الفردية، الخلط بين متوسط المجموعة والمتوسط الإجمالي، مفارقة سيمبسون والخلط بين زيادة المتوسط وزيادة الاحتمالية.

## أمثلة

### المتوسط والوسيط
مثال على المغالطة البيئية هو افتراض أن متوسط عدد السكان له تفسير بسيط عند الوضع بعين الاعتبار الاحتمالات الفردية.
على سبيل المثال، إن كان متوسط الدرجات للمجموعة أكبر من صفر فهذا لا يعني فهذا لا يعني أن الفرد العشوائي في هذه المجموعة أكثر احتمالية لنيل درجة إيجابية من درجة سلبية (طالما أنه هناك درجات سلبية أكثر من الدرجات الإيجابية فإن الفرد أكثر احتمالية لنيل درجة سلبية). وبالمثل فإذا تم قياس معدل الذكاء لمجموعة معينة على أنه أقل من معدل ذكاء الجمهرة الشاملة فإنه من الخطأ أن معدل ذكاء عضو تم اختياره عشوائياً من هذه المجموعة أقل من معدل الذكاء الوسطي للجمهرة الشاملة كما أنه ليس من الضرورة أن يكون معدل ذكاء عضو اختير بشكل عشوائي من المجموعة أقل من معدل ذكاء فرد تم اختياره عشوائياً من الجمهرة الشاملة. يأتي هذا رياضياً من حقيقة أنه يمكن أن يكون للتوزيع متوسط إيجابي ولكن وسيط سلبي. ترتبط هذه الخاصية بتخالف التوزيع.
انظر في المثال العددي التالي:
- المجموعة أ: حصل 80٪ من الناس على 40 نقطة و20٪ منهم على 95 نقطة. المتوسط هو 51 نقطة.
- المجموعة ب: 50٪ من الناس حصلوا على 45 نقطة و50٪ حصلوا على 55 نقطة. المتوسط 50 نقطة.
- إذا اخترنا شخصين بشكل عشوائي من أ وب فهناك 4 نتائج محتملة:
  - أ-40 ب-45 (فوز ب، احتمال 40%- 0.8 × 0.5)
  - أ-40 ب-55 (فوز ب، احتمال 40%- 0.8 × 0.5)
  - أ-95 ب-45 (فوز أ، احتمال 10%- 0.2 × 0.5)
  - أ-95 ب-55 (فوز أ، احتمال 10%- 0.2 × 0.5)
- على الرغم من أن درجات المتوسط للمجموعة أ أعلى إلا أن في 80% من الحالات فإن فرد عشوائي من المجموعة أ سيحرز درجات أقل من فرد عشوائي من المجموعة ب.

### العلاقات الفردية والجماعية
لنفترض أنه على المستوى الفردي، كون الشخص بروتستانتي62 اً يؤثر سلباً على ميله للانتحار لكن ارتكاب جاره للانتحار يزيد من ميل الفرد لان يصبح بروتستانتياً. وبالتالي فإنه حتى لو كان هناك علاقة سلبية بين الميول الانتحارية والبروتستانتية فيمكن أن يكون هناك علاقة إيجابية على المستوى الكلي.
يصف النموذج الكلي بشكل صحيح الارتباط الإيجابي الفريد بين أن يصبح الشخص بروتستانتياً وأن ينتحر جاره إذا وفقط إذا كان ميل الشخص في الأديان الأخرى لأن يغير الشخص دينه أو يصبح أكثر تديناً لا يرتبط ارتباط إيجابي بالجيران الذين يرتكبون الانتحار.
وبالمثل فإنه حتى لو كان على المستوي الفردي هناك ارتباط إيجابي بين امتلاك ثروة والتصويت لصالح الجمهوريين إلا أننا نلاحظ أن الدول الأكثر ثراءً تميل للتصويت للديمقراطيين. على سبيل المثال، في عام 2004 فاز المرشح الجمهوري جورج دبليو بوش بأصوات أفقر خمس عشرة ولاية في حين فاز المرشح الديمقراطي جون كيري بأصوات 9 من أصل أغنى إحدى عشر ولاية. مع ذلك فقد صوّت 62% من الناخبين الذين يتجاوز مدخولهم السنوي 200 ألف دولار أمريكي لصالح جورج بوش في حين صوّت 36% من الناخبين الذين يعادل دخلهم السنوي 15 ألف دولار أمريكي أو أقل لصالح بوش. سيختلف الارتباط على المستوى الإجمالي عن الارتباط على المستوى الفردي إن كانت تفضيلات التصويت تتأثر بالثروة الإجمالية للولاية حتى لو بعد السيطرة على الثروة الفردية. قد يكون أن العامل الدافع الحقيقي في تفضيلات التصويت هو الثروة المدركة ذاتياً نسبياً، ربما أولئك الذين يعتبرون أنفسهم أفضل حالاً من جيرانهم أكثر احتمالية لأن يصوتوا للجمهوريين. في هذه الحالة فإن الفرد أكثر احتمالية لأن يصوت للجمهوريين في حال أصبحت أكثر ثراءً لكن من المرجح أن تصوت لصالح الديمقراطيين في حال زادت ثروة جارها (مما يؤدي بالنتيجة إلى ولاية أكثر ثراءً). مع ذلك فإنه يمكن تفسير الاختلاف الملحوظ في عادات التصويت بناءً على مستوى ثروة الولاية ومستوى ثروة الفرد من خلال الخلط الشائع بين الاحتمالات الأعلى والمعدلات الأعلى كما هو مشروح أعلاه. قد لا تصبح الولايات أكثر ثراءً لمجرد أنها تضم عدد أكبر من الأفراد الأثرياء (أي عدد الأشخاص الذين يزيد دخلهم السنوي عن 200 ألف دولار أمريكي) بل لأنها تضم عدد أقل من الأفراد الأثرياء للغاية، تنتج المغالطة البيئية عن الافتراض غير الصحيح بأن الأفراد في الولايات الثرية أكثر احتمالاً لأن يكونوا أثرياء.
من الأمثلة المبكرة على المغالطة البيئية دراسة إميل دوركهايم لعام 1897 عن الانتحار في فرنسا على الرغم من أن البعض ناقش هذا الأمر.
يمكن العثور على العديد من الأمثلة على المغالطات البيئية من خلال دراسات شبكات التواصل الاجتماعي والتي غالباً ما تجمع بين التحليل والآثار المترتبة على مستويات مختلفة. تم توضيح ذلك في ورقة بحثية أكاديمية حول شبكات المزارعين في سومطرة.

### مفارقة روبنسون
في عام 1950 قام ويليام روبنسون بحساب معدل الأمية ونسبة السكان المولودين خارج الولايات المتحدة لكل ولاية من الولايات الـ 48 ومقاطعة كولومبيا في الولايات المتحدة اعتباراً من إحصاء عام 1930. وقد أظهر أن هذين الأمرين مرتبطان بعلاقة سلبية قدرها 0.53 بمعنى آخر أنه كلما زاد عدد المهاجرين في الولاية كلما انخفض متوسط عدد الأميين فيها. مع ذلك فعند وضع الأفراد بعين الاعتبار كان الارتباط إيجابي بمقدار 0.12 (كان المهاجرون أميون وسطياً أكثر من السكان الأصليين). أظهر روبنسون أن العلاقة السلبية على مستوى سكان الولاية كانت بسبب أن المهاجرين يميلون إلى الاستقرار في الولايات التي كان السكان الأصليون فيها أكثر معرفة بالقراءة والكتابة. حذر من بناء الاستنتاجات على أساس البيانات السكانية أو «البيئية». وُجد في عام 2011 أن حسابات روبنسون للعلاقات البيئية تستند إلى بيانات مستوى حالة خاطئة. العلاقة 0.53 السلبية المذكورة أعلاه هي في الحقيقة 0.47 سالب. كان بحث روبنسون ذو معنى ولكن مصطلح المغالطة البيئية لم تتم صياغته حتى عام 1958 من قبل سيلفين.

### العلاقة بين الاستدلال الكلي والفردي
لا خطأ في تشغيل الانحدارات على البيانات التجميعية إذا كان المرء مهتمًا بالنموذج التجميعي. على سبيل المثال، بالنسبة للحاكم من الصحيح إدارة الانحدارات بين قوة الشرطة على معدل الجريمة على مستوى الولاية إذا كان المرء مهتمًا بالآثار السياسية المترتبة على زيادة قوة الشرطة. ومع ذلك، يمكن أن يحدث مغالطة بيئية إذا استنتج مجلس المدينة تأثير الزيادة في قوة الشرطة في معدل الجريمة على مستوى المدينة من الارتباط على مستوى الولاية. يعتمد اختيار تشغيل الانحدارات التجميعية أو الفردية لفهم التأثيرات الإجمالية على بعض السياسات على المقايضة التالية: تفقد الانحدارات الإجمالية بيانات المستوى الفردي ولكن الانحدارات الفردية تضيف افتراضات قوية للنمذجة. يقترح بعض الباحثين أن الارتباط البيئي يعطي صورة أفضل لنتائج أعمال السياسة العامة وبالتالي يوصون بالعلاقة البيئية على ارتباط المستوى الفردي لهذا الغرض (لوبنسكي وهمفريز 1996). يختلف باحثون آخرون خاصة عندما لا تكون العلاقات بين المستويات مصممة بشكل واضح. لمنع الوقوع في الخطأ البيئي يمكن للباحثين الذين ليس لديهم بيانات فردية أن يصمموا ما يحدث على المستوى الفردي أولاً ثم يصورون كيف ترتبط مستويات الفرد والجماعة ويدرسون في النهاية ما إذا كان أي شيء يحدث على مستوى المجموعة يضيف إلى فهم العلاقة. على سبيل المثال عند تقييم تأثير سياسات الدولة من المفيد معرفة أن تأثيرات السياسة تختلف باختلاف الولايات عن السياسات نفسها مما يوحي بأن الاختلافات السياسية لا تترجم جيدًا إلى نتائج وذلك على الرغم من الارتباطات البيئية الوثيقة (روز 1973).

## التطبيقات القانونية
تمت مناقشة المغالطة الإيكولوجية في طعن أمام المحكمة في انتخابات ولاية واشنطن عام 2004 التي تم فيها تحديد عدد من الناخبين غير الشرعيين بعد الانتخابات أصواتهم غير معروفة لأن التصويت كان بالاقتراع السري. جادل المنافسون أن الأصوات غير الشرعية التي أدلي بها في الانتخابات كانت ستتبع أنماط التصويت في الدوائر الانتخابية التي أدلوا بها وبالتالي يجب إجراء التعديلات وفقًا لذلك. قال أحد الشهود الخبراء إن هذا النهج يشبه محاولة معرفة متوسط قتال إيشيرو سوزوكي من خلال النظر في متوسط الضرب لفريق سياتل مارينرز بأكمله نظراً لأن الأصوات غير الشرعية تم التصويت عليها بواسطة عينة غير ممثلة من الناخبين في كل دائرة انتخابية وقد تكون مختلفة عن الناخب العادي في الدائرة الانتخابية حيث كان إيشيرو من بقية فريقه. قرر القاضي أن حجة المنافسين كانت مغالطة بيئية ورفضها.